# Holger Wederkinch
Holger Peder Wederkinch  (n. 3 de marzo de 1886 en Sønderby - f. 24 de diciembre de 1959 en la misma ciudad) fue un escultor danés.
Obras
Sus obras más destacadas son:
- La figura de bronce del Osa polar con sus cachorros - Isbjørn med unger  (de 1929, por la que recibió la medalla de oro en París), está instalada en Langelinie, fue donada en 1937 al puerto de Copenhague por un benefactor anónimo.[2]

- La Francia Renaciente en francés:La France renaissante, de 1930, se encuentra en el vértice de aguas arriba de la Isla de los cisnes, junto al puente de Bir-Hakeim. Esta pieza fue ofrecida por la comunidad danesa de París en 1930.

Datos biográficos
Era hijo del traductor en el parlamentario Ph.D. Julius Wederkinch-Madsen y Caroline Margrethe Pedersen.
Se casó por primera vez el 5 de julio de 1918 en la Iglesia de Ordrup con Elsie Peschcke Køedt (22-11-1882 Frederiksberg - 17-4-1924 Charlottenlund ), hija del político Andreas Peschcke Matthiesen Koedt y de Elisabeth Ellen Duval.  Se casó en segundas nupcias  el 19 de noviembre de 1927 en Copenhague, con Margit Emmy Rigmor Frank Olsen (5-2-1907 Malmö - 27-2-1984 Copenhague), hija del director William Frank Olsen y de Edith Margrethe Dan.
Está enterrado en el Cementerio Occidental de Copenhague.

## Galería de imágenes

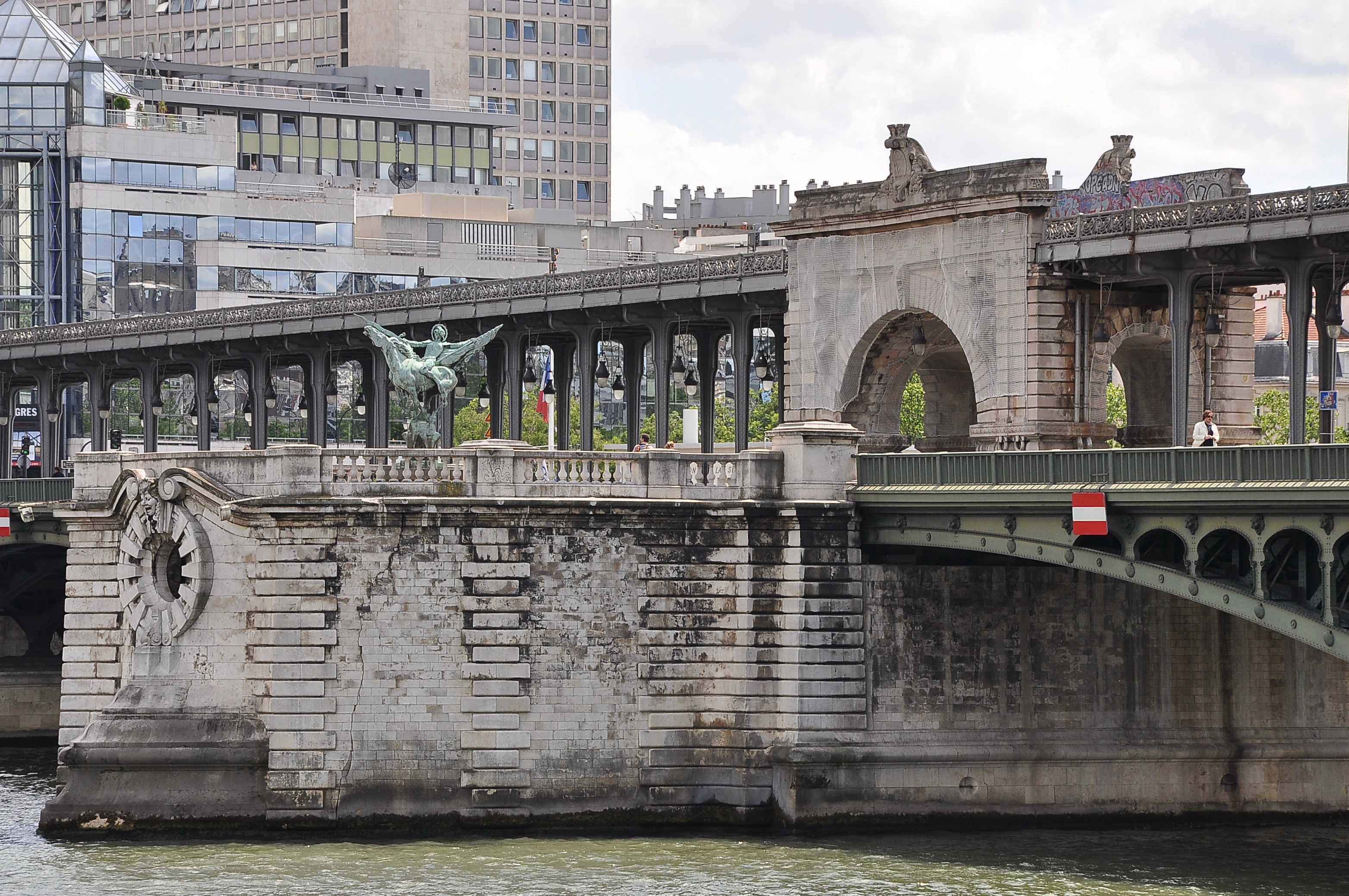